# Lijst van atletiekwedstrijden in Zuid-Holland
De lijst van atletiekwedstrijden in Zuid-Holland geeft een overzicht van atletiekevenementen in de Nederlandse provincie Zuid-Holland. Dit zijn zowel wegevenementen als baanwedstrijden.

## 2
- 20 van Alphen

## B
- Bruggenloop

## C
- City-Pier-City Loop

## D
- Den Haag Marathon

## G
- Gouden Spike (Nederland)
- Goudse Nationale Singelloop

## H
- Halve marathon van Monster

## L
- Leidse Singelloop

## M
- Marathon Rotterdam
- Marathon van Leiden
- Meeuwen Makrelen Loop
- Meidoornloop

## P
- Plassenloop

## S
- Spark Marathon Spijkenisse

## V
- VTM Telecomloop

## W
- Westland Marathon (hardloopwedstrijd)

## Z
- Zilveren Molenloop (voormalig)